# NGC 1620
NGC 1620 (другие обозначения — UGC 3103, MCG 0-12-52, ZWG 393.46, IRAS04340-0014, PGC 15638) — спиральная галактика (Sc) в созвездии Эридан.
Этот объект входит в число перечисленных в оригинальной редакции «Нового общего каталога».
В галактике вспыхнула сверхновая SN 2009K типа IIb, её пиковая видимая звездная величина составила 14,9.
Галактика NGC 1620 входит в состав группы галактик NGC 1589. Помимо NGC 1620 в группу также входят ещё 9 галактик.